# Matthias Bitzer
Matthias Bitzer  (* 1975 in Stuttgart) ist ein deutscher Künstler.

## Leben
Matthias Bitzer studierte von 1998 bis 2004 an der Staatlichen Akademie der Bildenden Künste Karlsruhe bei Erwin Gross. Er lebt und arbeitet in Berlin.

## Werk
In einer Neusichtung der klassischen Moderne kombiniert Matthias Bitzer Porträts und geometrische Konstruktionen und greift häufig auf die Formensprache, Geschichten und geisteshistorischen Zusammenhänge des 19. und frühen 20. Jahrhunderts zurück. Seine charakteristische Zeichensprache setzt er in verschiedene künstlerische Medien wie Malerei, Skulpturen, Zeichnungen, Collagen sowie in raumbezogene Installationen um.

## Solo-Ausstellungen (Auswahl)
- 2007: Deutsche Bundesbank Collection, Frankfurt
- 2008: Galerie Iris Kadel, Art Basel Miami Beach / Art Positions, Miami
- 2010: Eckpunkt, Kunstverein Hannover, Hannover
- 2013: Anatol Echo, Almine Rech Gallery, Paris
- 2014: Der Zerfall der Eigenschaften, Kunstsammlung Nordrhein-Westfalen, K21, Düsseldorf
- 2015: root/ruin/rhapsody, Almine Rech Gallery, Brüssel
- 2016: A different sort of gravity, Marianne Boesky Gallery, New York
- 2016: Immaculate Cloud, Francesca Minini Gallery, Mailand
- 2017: DC Open, Galerie Kadel Willborn, Düsseldorf

## Sammlungen (Auswahl)
- Los Angeles County Museum of Art, USA
- Marta Herford, Deutschland
- Städtische Galerie Karlsruhe, Deutschland
- Kunstsammlung Gera, Deutschland

## Auszeichnungen (Auswahl)
- 2010 Otto-Dix-Preis, Kunstsammlung Gera
- 2007 Kunstpreis der Stadt Nordhorn

## Bibliographie
- 2012 Matthias Bitzer, fever/field, Almine Rech Gallery, Brüssel
- 2016 Matthias Bitzer, Monographie, Distanz Verlag, Berlin